# 南方擬金眼鯛
南方擬金眼鯛（学名：Pempheris schwenkii），又名銀腹單鰭魚、南方單鰭魚、三角仔、刀片、水果刀、解餌刀，为輻鰭魚綱鱸形目鱸亞目擬金眼鯛科單鰭魚屬下的一个种。分布於印度西太平洋區，從紅海至印尼、澳洲、萬那杜等海域，深度5至40公尺。本魚體呈卵形，頭部與身體暗銀色，或黃色到灰色有呈綠色的光澤，臀鰭灰白且沿著基底具有一個深色的斑紋，尾鰭邊緣黑色，背鰭硬棘6-7枚、背鰭軟條9-10枚、臀鰭硬棘3枚、臀鰭軟條35-42枚，體長可達15公分，棲息在岩石及珊瑚礁區，成小群或單獨活動，白天躲藏於岩石洞穴，夜晚出來覓食。